# Socialdemokratiets 75 Aars Jubilæum
|  | Denne artikel er oprettet af botten Steenthbot ud fra en ekstern database. Den kan derfor have sproglige fejl eller mangler. Denne skabelon kan fjernes efter kontrol af indholdet. |

Socialdemokratiets 75 Aars Jubilæum er en dansk dokumentarisk optagelse fra 1946.

## Handling
Den 21. juli 1946 fejrer Socialdemokratiet sit 75 års jubilæum. Hans Hedtoft, H.C. Hansen, Alsing Andersen og Vilhelm Buhl til kransenedlægning ved Louis Pios, Brix' og Staunings grave. Fest på Københavns rådhus med forskellige talere. Optog gennem Ålborg. Processionen i København passerer Dronning Louises bro og marcherer til Fælledparken. 125.000 mennesker er samlet her. Per Albin Hansson, de samvirkende fagforbunds næstformand Einer Nielsen og Hans Hedtoft m.fl. på talerstolen. Der refereres på flere transparenter til 'Fremtidens Danmark', som var navnet på partiprogrammet fra 1945. Jubilæet slutter med aften fest og fyrværkeri i Fælledparken.

## Medvirkende
- Hans Hedtoft